# ASMR

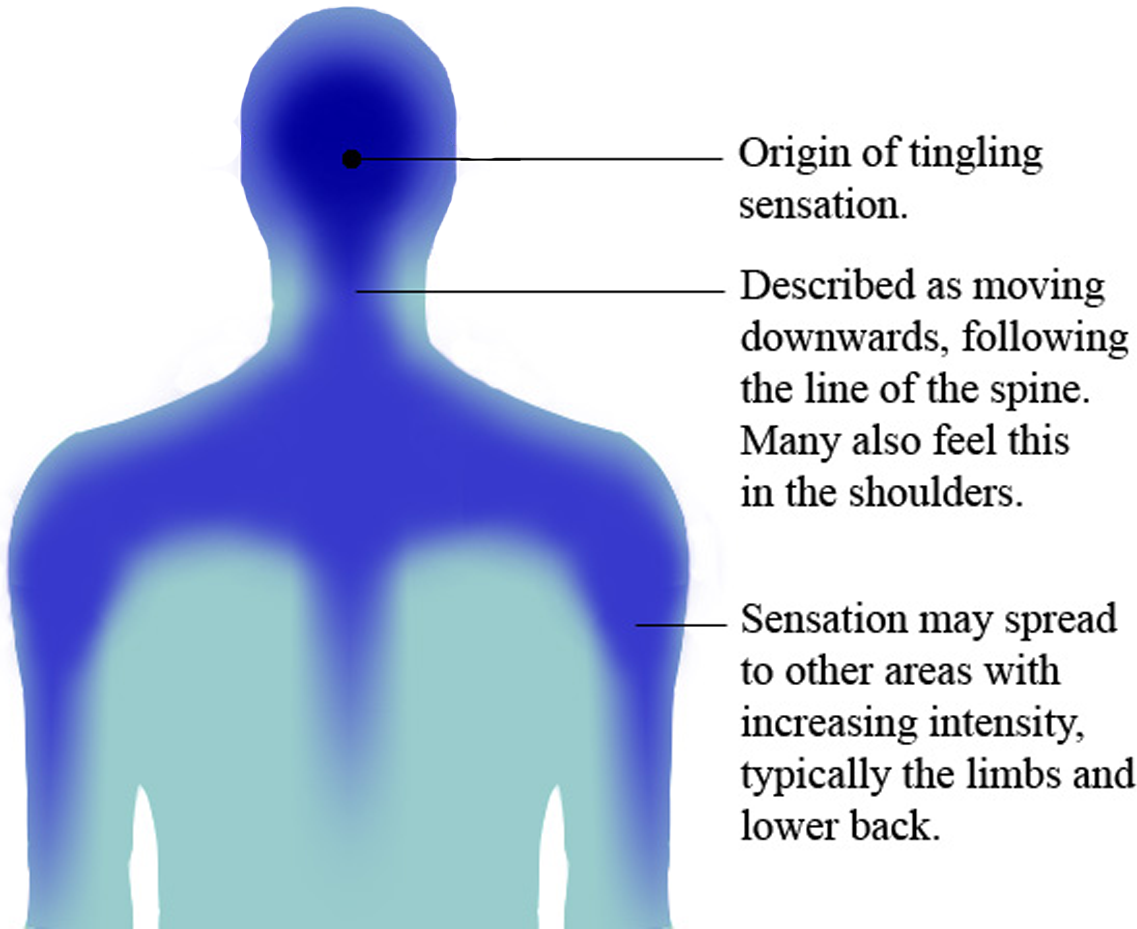
ASMR震顫感的路線說明。

自主性感官經絡反應（英語：Autonomous sensory meridian response，縮短簡寫為ASMR）亦稱自發性知覺神經反應，是一種通常從頭皮開始，並向下移動到頸後及脊椎上方的發麻感覺。它是皮膚感覺異常的一種愉快的形式，能夠跟聽覺觸覺聯覺進行比較，並可能與抖顫的感覺重疊。
ASMR 是指一種具有「低度欣快感」的主觀感覺，本身並非是一個科學概念，而是網絡社群創作的名詞。其特點是「結合了正面的感覺，與皮膚上有一種獨特類似靜電感應般的刺痛感」，最常見是由特殊聽覺刺激所觸發，但較少由刻意主動集中注意力引起。
此外，ASMR 亦常見代指影片內音訊內容目的是引起上述主觀感覺。由於 ASMR 能為某些人帶來愉悅和放鬆的情緒體驗，有人會利用ASMR影片來幫助緩解情緒和改善睡眠，這使得ASMR影片傳播變得更加廣泛。需留意，ASMR 體驗具有個別差異，並非所有人都能產生這種反應。

## 名稱來源
雖然在2007年至2010年間採納和提議中很多英文口語和正式用語都提及到 ASMR 與性高潮相關；另類社群中文譯文中顱內高潮暗示具有相關含義；不過當時英文社群之在線討論當中，絕大部分人都反對使用性高潮來表達此一感覺。許多人強調應將 ASMR 的愉悅和放鬆的性質跟性刺激區分開來。然而，有關性刺激的爭論仍未解決，一些將ASMR及性刺激連繫的支持者發佈的影片則重新分類為 ASMRotica（ASMR情色），換言之，這種 ASMR 影片是故意設計為帶有性挑逗內容。
ASMR 的早期支持者認為，這種現象通常與性喚起無關。2010 年，在線論壇的參與者珍妮花·艾倫（Jennifer Allen）提出將該現象命名為「自主性感官經絡反應」。艾倫選擇了用這些詞是打算或假設它們具有以下特定含義：
- （A）：自主性 – 自發的、自治的、有或沒有控制；
- （S）：感官 – 跟感官或感覺有關；
- （M）：經絡 – 表示高峰、高潮或最高點發展；
- （R）：反應 – 意指由外部或內部事物觸發的體驗；

艾倫在2016年的一次採訪中證實，她特意選擇了這些用詞因為它們比其他替代用詞更具客觀性，舒適和臨床。在那次採訪中，艾倫解釋說她選擇了「經絡」一詞來代替性高潮一詞，並說她找到了一本字典，它把「經絡」一詞定義為「最高發展點或時期」和「最大的繁榮」之類。

## 感覺
ASMR的主觀體驗、感覺和感知現象，有些容易產生這種感覺的人是這樣形容的：「類似於輕微的電流...或一杯香檳中的碳酸氣泡」。那些皮膚上的刺痛感一般稱為感覺異常，它被ASMR愛好者稱那是為沿著頭皮，脖子和背部的震顫感。它被描述為「一種從頭部後方繼而傳導至頸部、肩膀、手臂、脊椎及腿部，讓人感到放鬆和警覺」。

### 變化
ASMR是一種對於視覺、聽覺、觸覺、嗅覺等其他知覺從顱內、頭皮、後背以及四肢等周邊部位受到刺激而產生愉悅反應的感知現象，例如頭頸皮膚搔癢、引起雞皮疙瘩等反應。該現象的本質和分類仍存在著很大爭議，相關證據眾說紛紜，目前仍然缺乏科學解釋或研究數據以支持相關說法。
儘管跟知覺現象相關的潛在神經生物學相關因素很少進行科學研究，由於缺乏用於解釋其物理性質的數據，因此利用分析了來自論壇、部落格的個人評論及短片評論來描述這種現象。對這個軼事證據的分析以支持最初的共識，ASMR於本質上是欣快而不是涉及性的，並將經歷ASMR的人分為兩大主題類別。第一種類別是取決於外部觸發因素以體驗局部的感覺，其相關的感覺通常源於頭部，經常下達觸及到頸部，有時到達背部上方。另一類則可以透過專注力有意增強感覺和感受，毋需依賴外部刺激或「觸發」，這種方式能夠與相對於冥想的經歷相比。
在2008年，雅虎上成立的線上討論群組「感覺論者社團（Society of Sensationalists）」，以及由安德鲁·麥克缪里斯於2010年創立名為「莫名之感（Unnamed Feeling）」的部落格，旨在為社群提供討論平台，分享觀點和個人經歷來了解更多關於感知的理解。在這些早期的討論組中，人們對ASMR的稱呼包括注意力誘發頭部高潮（attention induced head orgasm）、注意力誘發愉悅感（attention induced euphoria）及，注意力誘發敏銳愉悅感（attention induced observant euphoria）。
其他試圖描述這種感知現象的名稱有：「耳音」、「耳搔」、「顱內高潮」、「大腦按摩」及「大腦高潮」等。

## 觸發
ASMR通常由突然的刺激引起的，這種稱為「觸發因素」。ASMR的觸發因素最常見的是通過日常生活中人際關係互動中的聽覺和視覺。
此外，ASMR通常是由於接觸特定的音頻和視頻而觸發的。此類媒體可能是出於觸發ASMR為特定目的而專門製作的，或最初因其他目的而創建，後來被發現可以有效地觸發體驗。
刺激可以觸發ASMR，根據相關經歷者的報告，包括了以下內容：
- 聆聽低聲說話或耳語；
- 聆聽別人作平凡任務而產生安靜、重複的聲音，例如翻書的聲音；
- 看著別人聚精會神地執行平常的任務，例如準備食物；
- 大聲地咀嚼、咬嚼聲、啜食或咬食物，飲料或口香糖；
- 引起個人注意；
- 毋需外部影像或音效觸發，透過有意識的操縱來引起刺激；
- 聆聽輕敲的聲音，通常以指甲敲打塑料、木材、紙張、金屬等材質的表面；
- 手部動作，尤其是在別人的臉之上；
- 聆聽某些類型的音樂；
- 聆聽別人向麥克風吹氣或呼氣。

2017年的一個對130位調查受訪者的研究發現，音調偏低、聲音複雜以及節奏緩慢，注重細節的影片片段對觸發尤其有效。

### 耳語
心理學家尼克·戴維斯（Nick Davis）和艾瑪·巴拉特（Emma Barratt）發現，從475名受訪者參與ASMR性質的實驗研究中，耳語佔有效誘因的75%，該統計數據反映在受歡迎的有意ASMR短片中，包括著別人以低聲的聲音說話。

### 聽覺上
許多經歷過ASMR的人報告說透過人類動作執行的非聲音的環境噪聲也是ASMR有效的觸發因素。此類噪聲的例子包括手指刮擦或敲打表面的聲音，如梳理頭髮、雙手搓揉或操縱著織物、壓碎蛋殼、柔性材料的起皺和摺皺（例如紙張或書寫）。許多旨在觸發ASMR回應的YouTube片段都是由一人執行這些操作結果產生的聲音。

### 個人關注角色扮演
除了特定的聽覺刺激效果外，許多受訪者報告指，ASMR是由於受到貼心的個人關注而觸發的，這通常包括身體接觸和聲音表達的結合，例如剪髮、塗指甲、採耳或背部按摩，服務提供者會向接受者安靜地說悄悄話。此外，許多在與服務提供者進行的這些，以及其他類似經歷過ASMR的人報告指出，「ASMR藝人」會直接於攝錄機前進行操作以向觀眾提供這種模擬個人關注，觀眾就如同模擬服務的接收者一樣，觀看影片足以觸發這種反應。
心理學家尼克·戴維斯（Nick Davis）與艾瑪·巴拉特（Emma Barratt）於史雲斯大學進行的一項研究中發現，在475名受訪者中，有69％的人引起了個人關注，其受歡迎程度僅次於耳語。

### 臨床角色扮演
在有意ASMR影片的類別中，模擬提供個人關注的是一個子類別，當中「ASMR藝人」具體地描述所提供的臨床或醫療服務，包括常規的一般體檢。這些影片的創建者不對所描繪內容的真實性提出任何要求，而觀看者希望了解他們正在觀看和收聽由藝人進行的模擬。儘管如此，許多觀眾把治療結果歸因於這些及其他類別的有意的ASMR片段，並且有大量其有效性的軼事報告，指它們讓容易讓失眠的人入睡和減輕一系列症狀，包括與抑鬱、焦慮和恐慌發作有關的症狀。
2013年夏天，首篇有關ASMR的同行評審文章於《生物學與醫學觀點》上發表，在該文出版當時是維珍尼亞大學的醫學駐院醫生的尼廷·阿胡扎（Nitin Ahuja），他就ASMR影片的臨床角色扮演跟醫生兼作者的沃克·珀西於1971年出版的小說《廢墟中的愛情》在關於模擬的醫療護理是否對接受者具有實際治療價值的比較提出了一個推測而受邀猜想，比較臨床角色扮演ASMR影片標榜的積極結果。
《廢墟中的愛情》中的故事隨著生活在反烏托邦未來中的精神病醫生湯姆·摩亞（Tom More），他開發了一種稱為「本體論的大腿測量儀（Ontological Lapsometer）」的裝置，當裝置在患者的頭皮作出追踪時，檢測到一系列障礙的神經化學相關性。在小說創作過程中，莫爾承認，「僅應用其裝置」於患者身體，「結果是他的症狀得到部分緩解」。阿胡扎聲稱透過《廢墟中的愛情》所述之湯姆·莫爾（Tom More）的角色，珀西「對診斷行為這本身就是一種治療手段而表現出直覺的理解」。阿胡扎問及是否類似演員於ASMR影片中所接收到模擬個人臨床關注，可能會讓聽眾和觀眾鬆一口氣。

### 觸感
除聽覺和視覺刺激外，ASMR可能由皮膚上輕觸及拭刷引起的，例如是輕撫法。ASMR的感官和情感體驗與正念療法有部分重疊，並且可以由相關的特徵來部分解釋。
2012年12月，有關ASMR為主題的博客作者克雷格·理查德（Craig Richard），他發表了民意調查的第一階段結果，該調查共收到161位受訪者的12個問題的回饋，隨後的是2015年8月的第二個結果，當時獲得477個回應。2014年8月，克雷格·理查德、珍妮花·艾倫（Jennifer Allen）和卡莉莎·伯內特（Karissa Burnett）於《SurveyMonkey》發表了一項調查，並由雪蘭多大學的院校審查委員會及福樂神學院心理學學院的人類研究審查委員會進行了審查。2015年9月，當該調查收到13,000份回覆時，發布者宣布他們正在分析數據以發布結果，然而至今尚未此類出版物或報告。

## 媒體

### 影片
據受試者的報告指，最流行有效觸發ASMR的震顫源是影片。據報有效觸發ASMR的影片通常分為兩類：故意和無意。「故意」的媒體由那些被稱為「ASMR藝人」的人以觸發觀眾及聽眾的ASMR反應而創建。「無意」的媒體是出於其他原因製作的，通常是指於2007年該題目引起人們注意之前製作的，但是某些受試者發現這種方法可有效觸發ASMR。其中一個例子是畫家鮑伯·魯斯的作品。在他於電視和YouTube上播放的連續劇《繪畫之樂》中，其柔和而溫柔的固守獨特格調，以及他繪畫期間和其工具所發出的聲音在某些觀眾中觸發了ASMR的效果。定格電影製片人阿當·佩薩潘的作品也經常被提及。

### 雙耳錄音
一些ASMR影片創作者利用人頭錄音的技術來模擬三維空間中的聲學效果，據報這使觀眾和聽眾跟演員和歌手之間感覺親近的體驗。雙耳錄音通常使用兩個麥克風進行，就如立體聲錄音一樣。然而在雙耳錄音中，這兩個麥克風往往是專門為模仿人類的耳朵而設計的。在許多情況下，麥克風之間的分隔距離跟人類雙耳間的距離相同，而麥克風被耳朵形狀的杯子環繞，以獲得跟人類耳朵相似的回響。
觀看和收聽包含透過雙耳錄音所捕捉的環境聲音的ASMR影片跟聆聽雙耳節拍所報稱的效果進行了比較，據稱雙耳節拍還會引起愉悅的感覺及平靜和沉著的主觀感受。
雙耳錄音適合通過耳機而不是揚聲器進行收聽。當透過揚聲器收聽聲音時，左耳和右耳都能聽到來自兩個揚聲器的聲音。相反，當透過耳機收聽聲音時，左耳的聲音只能從左耳聽到，而右耳中的聲音只能從右耳聽到。在生產雙耳媒體時，聲源由兩個單獨的麥克風作記錄，並置於跟兩隻耳朵之間相當的距離，並不會混合在一起，但無論是影像還是音訊，兩者最終會在媒體上保持分開。
透過耳機聆聽雙耳錄音可模擬人們聆聽現場聲音的雙耳聽覺（聲音定位）。對於聽眾來說，這種體驗的特點在於兩種感覺。首先，聽眾會感到自己跟表演者及聲源的位置非常接近。其次，聽眾感知到通常被稱為三維聲音的聲音，這意味聽眾可以感知到相對於他們位置和距離的聲源。

## 歷史和背景

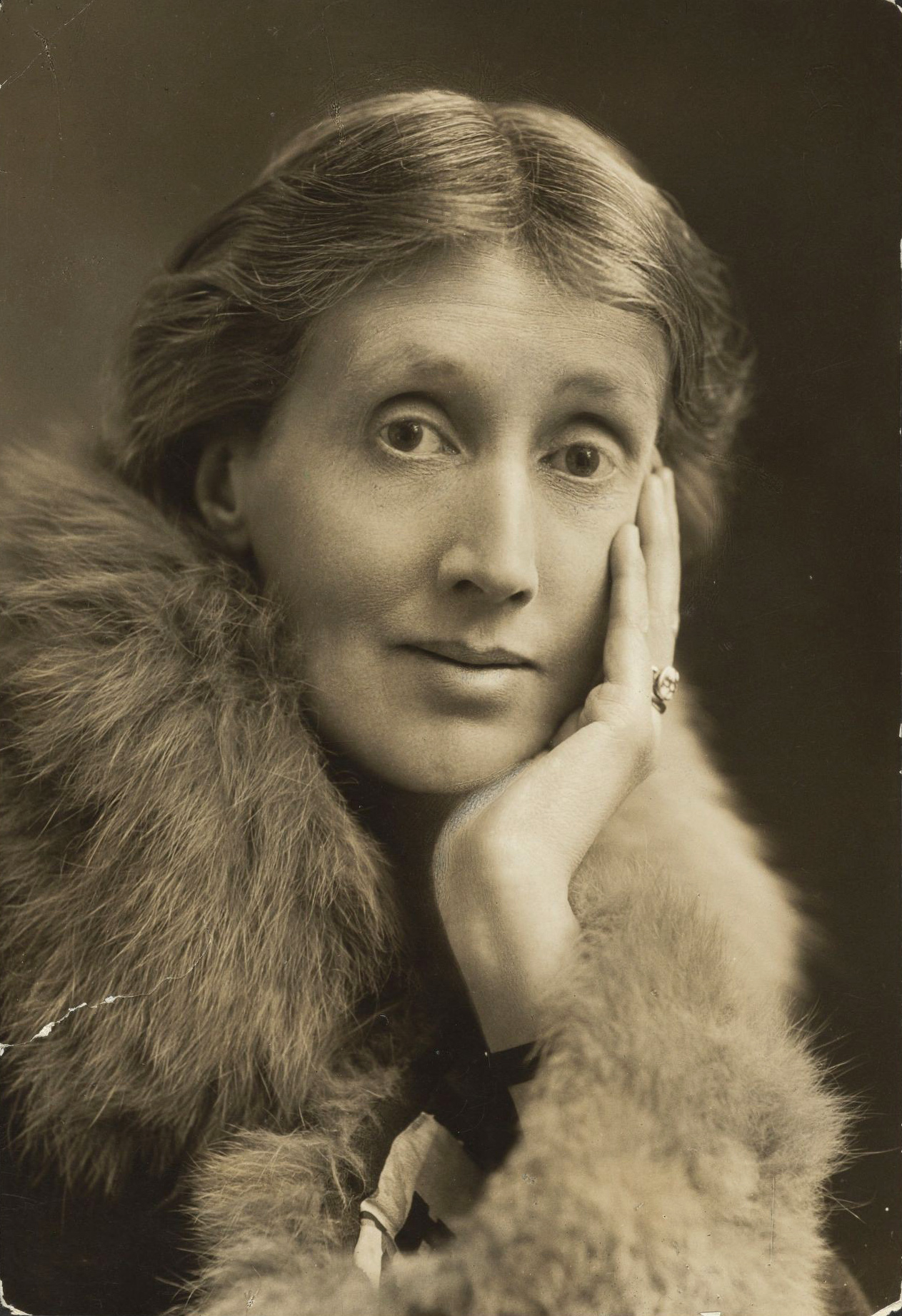
維珍尼亞·吳爾夫的小說《達洛維夫人》包含一段可能相當於描述ASMR的文章。

### 早年
維珍尼亞·吳爾夫於1925年出版的小說《達洛維夫人》中，奧地利作家克萊門斯·J·塞茲暗示著當中一段描述了某些明顯可比的事。他引用了《達洛維夫人》的一段：「一名保姆對那位男病人說：『深沉而柔軟，像一個成熟老練的器官，但是她的聲音如蚱蜢一般粗糙，呼哧呼哧地銼磨著他的脊椎，並且發出奔向他腦海的聲波』」。根據塞茲的說法，這種引用通常特別是對於許多經歷過ASMR的人來說，是暗示著人聲及柔和或耳語聲音的有效性，尤其例如發佈在YouTube影片上的回應性評論所示的那樣，通常是直接對著鏡頭描繪著某些人在輕聲說話或耳語。

### 進化

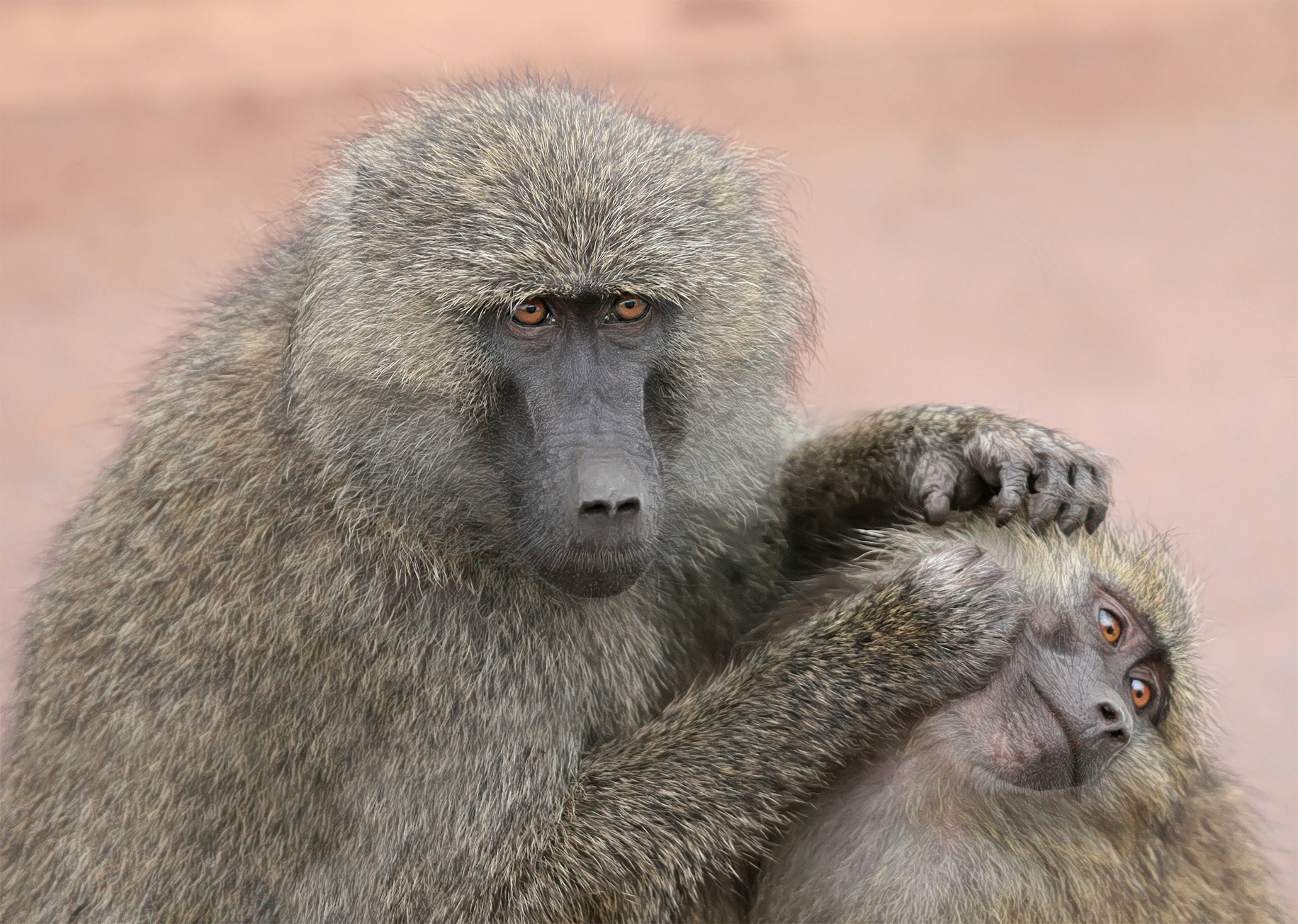
動物的修飾行為經常被解釋為一種親密關係的形成（參看社交梳理）。

由於尚未能明確確定ASMR具有生物學的相關性，因此沒有關於ASMR的任何進化起源的已知來源。即使如此，大多數經歷過ASMR的人對其描述為接收到柔嫩的身體接觸所產生的感覺進行比較，並提出如剪髮或梳理毛髮的例子。這導致了一種猜測被指ASMR可能與修飾行為有關的結果。
例如，俄亥俄州立大學的音樂學院教授大衛·休倫指出：
「（ASMR效應為）顯然是與無威脅和無私的關注感知密切相關，（並且有一種）與靈長類動物的身體修飾行為具很強的相似性，當牠們被梳洗對手梳理時，牠們會產生極大的滿足感（以愉悅感為邊界）...所需的並非清潔，而是互相建立密切關係。」
當他們報告指當受試者經歷ASMR的震顫時，利用功能性磁振造影（fMRI）對他們的大腦進行掃描，其結果表明對這個假設的支持，因為在前額葉皮質（包括與修飾的社交行為相關的區域），以及次要體感皮質（與觸感相關）等大腦區域於震顫期間對比區起對照時期更強烈地被激活.。

### 現今
ASMR的當代歷史始於2007年10月19日的一個與健康主題相關的討論論壇網站上，該網站名為「穩定健康」。一名21歲的註冊用戶以化名「okaywhatever」提交了一個帖子，描述其從小就經歷一種特殊的感覺，那相當於在皮膚上追踪手指所刺激的效果，但通常是由看似隨意和不相關的觸覺交流事件所觸發的，例如「觀看木偶戲」或「正在讀故事」。
許多其他人回覆此帖子表示都曾經歷過「okaywhatever」所描述的感覺，也就是對目睹世俗事件的回應。這個交匯處促成許多基於網絡位置的形成，這些位置旨在促進對大量軼事證據的進一步討論和現象的分析，但沒有一致同意的名稱，也沒有任何科學數據或解釋。

## 流行文化

### 小說和文學創作
- 2001年，瑪麗·達里埃塞克（英语：Marie Darrieussecq）在她的小說《一段與生活的短暫停留》裡於不同的幾頁中描述感覺；可參見如第21-22頁，描述她到訪眼科醫生：

「他的手再次更換鏡頭，手指置於我的下巴、在我的太陽穴上，緩慢而柔軟，對，是一種柔和的感覺，一浪浪沿著我的頭骨上升起，使我的頭皮縮小......那頭皮縮小的過程......我的頭，我的大腦，他的手指，字母.....過程絕對的平靜（...）一種柔和，規律的動作，不間斷的東西，那持續地搖擺，困倦，來回輕輕搖晃......小時候，在學校裡，老師的聲音，爬到我的頭骨最頂的位置，我無力的雙手......。」
- 2013年3月，美國每周一小時的電台節目《This American Life》，播出了有關ASMR的首個短篇小說，名為《一個叫休息的部落》，由美國小說家和編劇安德烈·西格爾（英语：Andrea Seigel）創作及朗讀[53]。

### 當代藝術
- 柏林藝術家克萊兒·托蘭（Claire Tolan）是一位以ASMR為題的當代藝術家，她跟著名作曲家荷莉·赫恩登（英语：Holly Herndon）合作為CTM音樂節（英语：CTM Festival）創作作品[54]，並在北美和歐洲廣泛展出。
自2013年以來，托蘭一直於該類型的作品持續工作[55]。
- 英國藝術家露西·克勞特（Lucy Clout）的單曲頻道影片《Shrugging Offing》於2013年3月展出，它以線上ASMR廣播的模型作為探索女性身體的工作基礎[56][57]。

### 數位藝術
- 美國藝術家朱莉·韋玆（英语：Julie Weitz）創作的作品，名為「觸摸博物館（Touch Museum）」，是首個特別受ASMR啟發的數位藝術裝置。
該數位藝術裝置於2015年2月13日在青年項目畫廊（Young Projects Gallery）中展出，當中包括分佈於七個房間中的錄像放映[58][59][60]。

### 音樂
- 2015年，朱莉·韋玆（英语：Julie Weitz）的「觸摸博物館（Touch Museum）」中數碼藝術裝置中的音樂是由本傑明·溫（英语：Benjamin Wynn）以其藝名「德魯（Deru）」作曲，並且那是第一首專為現場ASMR藝術活動而創作的音樂作品[58]。
隨後，藝術家蘇菲·馬利特（Sophie Mallett）及瑪麗·托斯蘭（Marie Toseland）創作了由ASMR觸發器組成的「現場雙耳聲音作品」，並由Resonance FM作廣播，該曲目列表建議聽眾「戴上耳機以獲得完整的感官效果」[61][62]。
- 2015年5月18日，當代作曲家荷莉·赫恩登（英语：Holly Herndon）發布了一張名為《平臺》的專輯，其中包括與藝術家克萊爾·托蘭（Claire Tolan）合作旨在觸發ASMR的作品，名為《孤獨在頂端》[63][64][65][66][67][68][69]。
- 2016年，荷莉·佩斯特（Holly Pester）專輯中的單曲《Brush（刷子）》及，跟藝術家克萊兒·托蘭合作的詩歌集《共同休息（Common Rest）》，該專輯旨在探索ASMR及與催眠曲的關係[70]。

### 非小說類
- 《完全白痴指南（英语：Complete Idiot's Guides）》系列有一本關於ASMR的書，由朱莉·楊（Julie Young）及伊爾斯·布蘭瑟特（Ilse Blansert，又名為ASMR藝人TheWaterwhispers）撰寫，該本書於2015年出版[47]。
- 2018年，ASMRUniversity.com的創始人克雷格·理查德（Craig Richard）醫生出版其書籍《腦部震顫（Brain Tingles）》[71]。

### 電視
- 2015年7月31日，英國廣播公司《我會騙你嗎？（英语：Would I Lie to You? (game show)）》的節目座談會（英语：Panel show）邀請了ASMR內容製作者成為「這是我的」回合一部分的嘉賓，從而揭露了跟喜劇演員喬·萊西特有聯繫的人[72]。
- 2018年，Netflix的節目《跟著這（英语：Follow This）》中以《互聯網低語者》為題的一集裡特別介紹了ASMR及其眾多追隨者[73]。
- 2019年的第五十三屆超級盃期間，安海斯-布希為其米歇洛布超級（英语：Anheuser-Busch brands#Michelob）純金啤酒播放以ASMR為題的廣告，當中素兒·卡維斯在兩個咪高峰前利用耳語及輕敲純金啤酒瓶的ASMR技巧來製作。《滾石雜誌》描述該廣告為「ASMR走向主流的示例」[74][75][76]。
- 2019年5月3日，HBO的《馬艾脫口秀》的一集裡，主持人標·馬艾與音樂人莫比討論並演示了他們以ASMR作為一種應對機制[77]。
- 2019年5月16日，《CBS All Access全通（英语：CBS All Access）》系列的《傲骨之戰》中，題為《關於世界末日的那個人（The One About the End of the World）》裡，當一家律師事務所發現法官是該現象的狂熱追隨者的時候，便採用ASMR風格的簡報試圖打通法官[78]。
- 在《心理追兇》的第14季第12集《哈默爾恩》中，BAU團隊正尋找一名不知名的犯罪嫌疑人，他利用ASMR（幾乎）把兒童們催眠了，使他們在深夜離開家來見面並自願上車。史賓撒·里德（Spencer Reid）收到了一個不知名的犯罪嫌疑人的影片，在錄音中記錄了他在每個小孩的家門前的麵包車中玩耍以引誘他們外出的行為[79]。
- 在素描節目《天文俱樂部：素描秀（英语：Astronomy Club: The Sketch Show）》的第5集中，有一張有關ASMR頒獎晚會的素描。
- 在處境喜劇《荒唐分局》第7季的第8集《取回（The Takeback）》中，傑克·佩拉爾塔（Jake Peralta）假裝成一個過份輕聲細語說話而著名的ASMR藝人，協助實現反向搶劫，並把被盜的寶石放回原處。

### 電影
- 2017年電影《男女單打戰》中的剪髮場景刻意地包括了幾個ASMR觸發器。導演喬納森·戴頓及瓦萊麗·法瑞絲（英语：Jonathan Dayton and Valerie Faris）指：「人們努力製作引起這種反應的影片...而我們想知道『我們能在人滿為患的劇院中得到這種回應嗎？』[80]。」
- 這裡曾有三個成功的眾籌項目，每個電影項目都是基於製作有關ASMR電影的建議：兩部紀錄片和一部虛構的作品。這些電影均未完成[81]。
- 2019年，一部有關ASMR的紀錄短片《第三系聲音（Tertiary Sound）》獲選於倫敦電影節上放映[82]。

### 展覽
- 2020年，關於ASMR的首個大型展覽—《怪異感官感覺很好（WEIRD SENSATION FEELS GOOD）（页面存档备份，存于）》— 它將於瑞典國家博物館的建築博物館中展出斯德哥爾摩的建築和設計[83][84]。

## 科研與評論

### 同儕審查文章
幾篇有關ASMR的同行評審文章經已發表。第一篇是由尼廷·阿胡扎（Nitin Ahuja）醫生撰寫的，標題為：《感覺好來衡量：臨床角色扮演，沃克·珀西與震顫》。該文章於2013年發表在《生物學與醫學觀點》，並著重於一種猜想文化和文學分析。另一篇文章在2014年11月發表於《電視及新媒體》，由麥基爾大學藝術史與傳播學系的博士生喬斯琳·安德森（Joceline Andersen）撰寫，她認為ASMR片段包括耳語「創建一個由聽眾和耳語者共享的親密聲音空間」。安德森的文章提出，消費者透過這種方式來追求由影片媒體帶來的愉悅感，而ASMR片段的創建者及其觀眾共享這種樂趣可能被視為一種特殊形式的「非標準的親密關係」。安德森認為，這種追求既可以是私人的，也可以是公開的，也可以是透過「耳語社區」內的其他人於線上交流與經驗分享來作公開。
另一篇文章是由史雲斯大學心理學系的講師及研究生研究員尼克·戴維斯（Nick Davis）和艾瑪·巴拉特（Emma Barratt）發表，題為《自主感覺經絡反應（ASMR）：像流一般的精神狀態》，該文章發表於《同行J》。該文旨在「描述與ASMR相關的感覺，探索通常在有能力的個體中誘導其方式...以進一步思考這種感覺有可能適合關於非典型感性體驗的現有知識...並探索ASMR可以跟緩解抑鬱症和慢性疼痛症狀的程度」。該論文基於年齡介乎18至54歲之間的245位男性，222位女性和8位變性人所進行的研究，他們所有都曾體驗過ASMR，並定期使用ASMR媒體，從中作者得出結論，並提出「鑑於ASMR具改善情緒和疼痛症狀的益處...ASMR值得作進一步研究作為一種類似於冥想和正念療法等具潛力的治療手段」。由史蒂芬·史密斯（Stephen D. Smith）、貝芙莉·嘉芙蓮·弗雷堡（Beverley Katherine Fredborg）和珍妮花·科納爾森（Jennifer Kornelsen）研究了個別ASMR使用者的預設模式網絡（DMN），他們共同發表一份題為《對具有自主感官經絡反應（ASMR）的個人默認模式網絡檢查》的報告，這項研究利用功能性磁振造影（fMRI）作檢驗，其得出的結論是，在跟非ASMR使用者的對照組相比，ASMR的使用者於個別DMN中具有顯著的差異。
2018年9月的《生物影響》中發表了首個ASMR受試者進行腦活動造影的fMRI研究（與僅能夠體驗到該現象的那些相反）。受試者在MRI掃描儀中透過屏幕和耳機觀看了幾段ASMR片段，研究發現受試者於他們觀看片段但未報告震顫感（通過按不同的按鈕進行通訊以控制僅按個按鈕即可引起的大腦激活效果）的時段相比，他們報告有震顫感時（按下按鈕進行回報），不同時間段內的大腦激活具有顯著差異。他們得出的結論是：「在震顫的感覺時，發現大腦區域最活躍的是伏隔核、前額葉皮質、島葉及次要體感皮層，並認為這些類似於『先前在社交交往和音樂性的抖顫等體驗中觀察到大腦區域的激活』。」
2019年的fMRI研究報告指，ASMR影片會於曾經歷ASMR受試者的大腦區域產生與感覺、情感和注意力相關的活動，包括右側扣帶皮層及跟聽覺、動作與視力有關的皮質區域，例如右旁中央的小裂片和雙邊丘腦，與曾經歷ASMR的對照受試者相比，它於小腦舌和小腦前表面上大腦的一個小區域中表現出更大的活動能力。

### 大眾評論文章
許多科學家經已發表或公開了他們對ASMR的反應和看法。2012年3月12日，耶魯大學醫學院的一般神經病學主任史提芬·諾維拉於其博客《神經病學（Neurologica）》上發表了一篇有關ASMR的帖子。關於ASMR是否是一種真實現象的問題，諾維拉說：「在這種情況下，我認為沒有明確的答案，但我傾向於相信就是這樣。許多人似乎具有獨立地經歷過並和描述它有著『相當具體的細節』。這樣就類似於偏頭痛—我們知道它們主要以綜合症的形式存在，因為很多人都報告相同一系列的症狀和自然歷史。」諾維拉姑且假定ASMR的可能性為一種愉悅的癲癇發作，或激發「愉悅反應」的另一種方式。然而，諾維拉提請注意缺乏對ASMR的科學調查，他建議應對經歷過ASMR的人的大腦進行功能性磁振造影（fMRI）及經顱磁刺激的技術，對比沒有經歷過ASMR的人，以作為開始尋求科學認識和對這現象解釋的一種方式。
在諾維拉的博客文章發布四個月後，錫菲大學的心理學及認知科學的講師湯姆·史塔福（Tom Stafford）報告指ASMR「也許是真實的東西，但是從本質上來說，這難以進行研究...一些你不能看見或感覺得到的東西」和「並非會發生於每個人身上」。史塔德把ASMR的現狀與對聯覺的態度發展進行比較，他說：「多年來...一直是個神話，然後到1990年代，人們想出了一種可靠的測量方法」。

## 跟其他現象的比較與關聯

### 聯覺
整合至ASMR的主觀體驗是一種局部的震顫感，許多人將其描述為類似於被輕輕地撫摸，但在沒有跟他人進行任何身體接觸的情況下，透過觀看和收聽影片媒體可以激發這種感覺。
這些報告促進了ASMR與聯覺之間的比較 — 一種以透過刺激感覺方式的激發為特徵的情況，這通常會專門刺激另一種，例如當聽到一種特定聲音時會引起一種可視化的清晰顏色時，此時會產生一種聯覺，稱為色覺異常。因此，有其他類型的聯覺的人報告指，例如在聽覺與視覺聯覺的情況下「看見聲音」，或在詞彙嘗味聯覺的情況下「嚐到文字」。
就ASMR而言，許多報告指對比視覺觸覺與聽覺觸覺的聯覺，錄像中所呈現的視覺和聲音有著「被感動」的感覺。

### 恐音症
有些人試圖將ASMR與恐音症聯繫起來，其字面的意思是「聲音的仇恨」，但通常表現為「對特定聲音的自動負面情緒反應」— 這跟受ASMR特定聲音刺激所觀察到的反應相反。
患有恐音症的人經常報告指聽到特定的人類聲音，包括經由進食、呼吸、耳語或重複敲擊而發出的聲音，這可能會激起憤怒和厭惡的感覺，在沒有任何先前已知關聯的情況下，這些關聯可能會以其他方式來解釋這些反應。
那些聲稱基於多個網絡用戶互動和討論位置同時聲稱有著恐音症與ASMR的人發表了大量軼事報告。這些報告的共同點是對某些聲音的ASMR體驗，以及對其他聲音的恐音症。

### 性傾向
經歷過ASMR的人表示，在觀看和收聽ASMR的內容後會感到放鬆和困倦。儘管一些記者和評論員把ASMR描繪成是有性關係的事，但他們會繼續說，這裡沒有證據顯示這與性喚起之間有任何關連的證據。

### 抖顫
ASMR表徵的那種震顫感可跟抖顫互相比較和對比。
法語單詞「抖顫（Frisson）」表示通常被認為是令人心情舒暢的短暫感覺，並且通常表示為對刺激（例如音樂）的壓倒性情緒反應。震顫經常跟雞皮疙瘩同時出現，這情況透過這些稱為立毛肌的微小肌肉收縮，導致身體的毛髮豎立或「豎起來」，尤其是在四肢和頸項後側的那些。
儘管ASMR和抖顫是「由於它們似乎是透過類似的生理機制產生的相互聯繫」，但經歷過這兩種的個人都將其描述為本質上不同，並且具有不同的觸發因素。
2018年的一項功能性磁振造影（fMRI）研究顯示已知在抖顫中被激活的主要大腦區域也在ASMR中被激活，並建議「ASMR跟抖顫的激活方式可以解釋為它們的主觀相似性相似，例如是它們的持續時間短暫和發麻感」。